# Harald Ebertz
Harald Ebertz (* 18. Mai 1967 in Mülheim-Kärlich) ist ein ehemaliger deutscher Fußballtorwart.

## Karriere
Harald Ebertz begann seine Karriere beim SSV Mülheim. Über die Vereine FC Metternich, VfL Oberbieber und SpVgg EGC Wirges kam er 1990 zu den Amateuren des VfB Stuttgart, für die er bis 1994 102-mal in der Oberliga Baden-Württemberg im Tor stand. Von 1994 bis 1996 war er bei den Amateuren des 1. FC Nürnberg aktiv, stand in dieser Zeit aber auch im Profikader (2. Bundesliga). Am 5. Mai 1996 kam er zu seinem ersten Zweitligaeinsatz, als er in der 86. Minute für Goran Ćurko eingewechselt wurde. Dieses Spiel blieb das einzige für die Profimannschaft des FCN.
1996 wechselte er zum 1. FC Saarbrücken in die Regionalliga West/Südwest. Hier war er von Anfang an Stammtorwart und stieg mit dem 1. FCS 2000 in die 2. Bundesliga auf.
Ab 2001 war er bei den Stuttgarter Kickers aktiv. Nach 15 Einsätzen in der Regionalliga Süd 2001/02 verließ er den Verein.
2002 hatte er eigentlich seine Karriere beendet, machte aber diesen Schritt rückgängig, indem er zurück zum 1. FC Saarbrücken ging, der Verletzungsprobleme hatte. Bis 2005 spielte Ebertz noch 14 mal für die zweite Mannschaft in der Oberliga Südwest, darunter kurzzeitig auch als Verteidiger. In dieser Funktion gelang ihm am 15. Mai 2004 ein Tor gegen Hassia Bingen (Endstand 4:0). 2004/05 stand er auch noch einmal im Zweitligakader des 1. FCS, absolvierte aber kein Spiel.
Bereits 2004 begann er als Trainer zu arbeiten und betreute die U 16 des 1. FC Saarbrücken. Ab 2006 war er Coach der U 17, mit der er im Jahr 2007 in die B-Junioren-Bundesliga aufstieg. Ab 2007 trainierte er die U 19 des FCS, mit der er zweimal die Regionalligameisterschaft errang und in der Saison 2008/09 das Halbfinale im DFB-Junioren-Vereinspokal erreichte. Seit 2003 ist der studierte Diplom-Verwaltungswirt (FH) im Ministerium für Inneres und Sport des Saarlandes tätig.
Vom 9. Juli 2007 bis 10. Juni 2014 war Ebertz Vizepräsident des 1. FC Saarbrücken.

### Statistik
| Liga          | Spiele (Tore) |
| ------------- | ------------- |
| 2. Bundesliga | 004 (0)       |
| Regionalliga  | 130 (0)       |
| Wettbewerb    |               |
| DFB-Pokal     | 005 (0)       |